# Вайда, Анджей
А́нджей Витольд Ва́йда (пол. Andrzej Witold Wajda; 6 марта 1926, Сувалки — 9 октября 2016, Варшава) — польский режиссёр театра и кино. Обладатель Почётного «Оскара», Золотой пальмовой ветви, Почётного «Золотого льва» и Почётного «Золотого медведя». Был особенно известен своей трилогией фильмов о войне, состоящей из «Поколения» (1955), «Канала» (1957) и «Пепла и алмаза» (1958) — значимых произведений «польской школы кино».
Анджей Вайда считается одним из самых известных в мире кинорежиссёров и является классиком европейского авторского кино, чьи работы отражали политическую и социальную эволюцию его родной страны и касались мифов о польской национальной идентичности, предлагая проницательный анализ универсального элемента польского опыта — борьбы за сохранение достоинства в самых трудных обстоятельствах.
Четыре его фильма были номинированы на премию «Оскар» за лучший фильм на иностранном языке: «Земля обетованная» (1975), «Барышни из Вилько» (1979), «Человек из железа» (1981) и «Катынь» (2007).

## Ранние годы
Анджей Вайда родился 6 марта 1926 года в городе Сувалки на севере Польши. Его отец, Якуб Вайда, офицер конной артиллерии, в 1939 году попал в советский плен, содержался в Старобельском лагере и был расстрелян весной 1940 близ Харькова. Мать Анджея, Анеля, была школьной учительницей.
К началу оккупации Польши Германией успел окончить 7 классов средней школы. В войну работал чертёжником, грузчиком, учеником бондаря, кладовщиком в немецких мастерских: это спасало от угона на принудительные работы в Третий рейх. В 1942 году принёс присягу командирам подпольной Армии Крайовой, подчинявшейся правительству в изгнании, служил связным, но в боевых партизанских действиях не участвовал.
После войны учился живописи в краковской Академии искусств, но, не окончив курса, поступил на режиссёрский факультет Лодзинской киношколы.

## Творческий путь
Во время учёбы Вайда работал вторым режиссёром на фильме «Пятеро с улицы Барской», который ставил режиссёр Александр Форд. Окончив в 1954 году киношколу, дебютировал картиной «Поколение», которая положила начало польской школе кинематографа.

### Военная тема
Широкое признание к Вайде пришло после фильма «Канал» (1957), удостоенного нескольких премий, в том числе специального приза на кинофестивале в Канне в 1957 году. В СССР этот фильм вышел на экраны исключительно потому, что получил премию киноконкурса, проходившего в рамках Международного фестиваля молодежи и студентов в 1957 году. Те, кто понял, о чём этот фильм, предпочитали об этом не говорить. Наум Клейман рассказывает:

 Доверяя вкусу и мнению Мирона, я помчался на «Канал» в кинотеатр «Художественный». Фильм взвинтил нервы ещё больше, чем я ожидал. Как удар грома, поразила сцена в финале, где влюбленные Стокротка и Кораб, из последних сил бредущие в нечистотах по сточному каналу, упираются в решётку, сквозь которую уже видна спасительная Висла…
…Много лет спустя моим первым (и замечательным!) гидом по Варшаве стал Кшиштоф Занусси. На берегу не очень-то широкой Вислы он показал мне противоположный берег: «Вот там стояли советские войска и ждали, пока немцы расправятся с восставшими поляками». Я спросил: «Решётка в „Канале“, которая не позволила восставшим спастись, — это метафора поражения свободы, в котором повинен Сталин?» — «Конечно, — ответил Кшиштоф, — у нас этот кадр все так и поняли. А у вас?» — «Большинство ничего не знало и понимало решётку буквально. Более или менее поняли только самые умные. И хоть немного знавшие, что у вас случилось. Догадался о смысле этой метафоры, например, Мирон Черненко. Но он не мог об этом прямо написать…»

На берегу Вислы в моей памяти отчетливо звучал тихий голос Мирона: «Вайда в финале такую метафору завернул — просто шекспировскую…»— Наум Клейман
Лучшая лента этого периода — «Пепел и алмаз» (по роману Ежи Анджеевского), рассказавшая о трагедии молодого бойца Армии Крайовой, убивающего польского коммуниста. В дальнейшем темы войны режиссёр касался в лентах «Лётна», «Самсон», «Пейзаж после битвы», «Корчак», «Перстенёк с орлом в короне», «Страстная неделя», «Катынь».

### Комедии
Жанр сатирической комедии не слишком характерен для творчества Вайды. Режиссёр отдал ему должное в фильмах «Невинные чародеи» и «Охота на мух» (по сценарию Януша Гловацкого).

### Экранизации
Немалое место в творчестве режиссёра занимают экранизации литературной классики, как польской, так и мировой. В их числе: «Свадьба» по С. Выспяньскому, «Теневая черта» по повести Джозефа Конрада, «Сибирская леди Макбет» по повести Н. С. Лескова, телеспектакль «Преступление и наказание» (по роману Ф. М. Достоевского), фильм «Бесы» (поставлен по роману Ф. М. Достоевского в инсценировке Альбера Камю), «Пилат и другие» (по мотивам романа М. Булгакова «Мастер и Маргарита»), «Земля обетованная» (по роману Владислава Реймонта), «Пан Тадеуш» по поэме А. Мицкевича. По мотивам произведений Ярослава Ивашкевича Вайда снял три фильма: «Березняк», «Барышни из Вилько», «Аир» и телефильм «Одна июньская ночь».

### Стиль
Фильмы Анджея Вайды отличаются разнообразием стилистического решения. На его счету и постановочные исторические картины («Пепел»), и изощрённые аллегории («Свадьба»), и камерные психологические драмы. В фильме «Настасья» (1994) по мотивам романа Ф. М. Достоевского «Идиот» Вайда использовал стилистику театра кабуки. Среди наиболее совершенных в эстетическом отношении фильмов Вайды — жёсткая социальная притча «Земля обетованная». «Антикапиталистический» пафос фильма сочетается с выразительностью киноязыка, временами напоминающего о творчестве Сергея Эйзенштейна.
Поздравляя Анджея Вайду с 75-летием, его старый друг и единомышленник Мирон Черненко так сформулировал не только стиль и поэтику Вайды, но и его роль в польской и мировой культуре:

Есть в истории польской культуры, в истории Польши понятие 'wieszcz', на русский почти непереводимое — то ли пророк, то ли учитель жизни, то ли духовный лидер. Это слово относится к троим — Адаму Мицкевичу, Станиславу Выспяньскому, Юлиушу Словацкому. Они и впрямь были 'их — все', люди, словно облеченные нацией некоей духовной властью, ибо не было польского государства, даже страны такой не было, просто три куска, захваченные соседями. Но была культура. Была поэзия. Был театр. Были 'wieszcze'. Оказалось, что этого достаточно, чтобы нация не потеряла душу, чтобы она дождалась свободы и независимости.

Сегодня у поляков есть и Польша, и поэзия, и даже понтифик в Риме, но должность великого национального поэта как бы ушла из поэзии на экран и воплотилась именно в этом человеке, Анджее Вайде, которому исполнилось семьдесят пять. Сейчас это поняли во всем мире. Я думаю, мы можем гордиться тем, что поняли это много лет назад, много раньше других.— Мирон Черненко

### Политический кинематограф
Заметный общественно-политический резонанс, и не только в Польше, вызвало творчество Вайды в конце 1970-х — начале 1980-х, когда он снял такие фильмы, как «Человек из мрамора», «Без наркоза», «Человек из железа», «Дантон». Вайда стал одним из первых жёстких критиков сталинизма из числа кинематографистов социалистических стран. Фильм «Дантон», посвящённый событиям Великой французской революции, был насыщен аллюзиями на современность и воспринимался зрителями как злободневная политическая притча.

### Вайда и театр
Кроме кинематографа Анджей Вайда с конца 1950-х годов работал и в театре, в числе поставленных им спектаклей несколько вариантов «Гамлета», «Бесы», «Преступление и наказание». В 1972 году поставил пьесу американского драматурга Д.Рейби «Как брат брату» в московском театре «Современник».

### Общественная деятельность
Был председателем Союза польских кинематографистов (1977—1982), художественным руководителем кинообъединения «Х» (пол. Zespół Filmowy „X”, 1972—1983). В 1980-е годы активно занимался политической деятельностью. В 1997 году избран во Французскую академию на место скончавшегося Феллини. Кавалер орденов Почётного легиона двух степеней.
Сенатор польского Сейма (1989—1990), председатель Совета по культуре при президенте (1992—1994). С 2000 года руководил Варшавской киношколой собственного имени.
Вайда являлся последовательным антикоммунистом и не скрывал негативных взглядов на СССР. Однако, несмотря на заявление: «Галстук завязывать — это всё, чему удалось нам, полякам, научить москалей», Анджей Вайда открыто говорил о том, что не придерживается строго антироссийских политических взглядов. Так, художественный замысел фильма «Катынь» польский кинорежиссёр прокомментировал следующим образом: «Нужно отделять систему, режим — от народа, отделять Сталина и москалей от наших друзей. Помните, были такие стихи Мицкевича „Приятелям москалям и русским друзьям“? — уже тогда была проблема, как написать стихотворение к друзьям. Вот и мы хотели, чтобы этот фильм тоже был обращен к друзьям, с открытостью и надеждой на взаимное понимание. Этот фильм выступает только против одного — против советской системы, которую воплощал Сталин. Почему мы должны обо всех советских людях, которые воевали, думать плохо?».

### Актёры Вайды
В фильмах Вайды снимались крупнейшие актёры польского кино. Его фильм «Пепел и алмаз» принёс мировую известность Збигневу Цибульскому. Фильм «Всё на продажу» стал символической передачей эстафеты от безвременно ушедшего Цибульского к сменившему его в амплуа национального актёра № 1 Даниэлю Ольбрыхскому, снимавшемуся затем в «Пейзаже после битвы» и многих других картинах режиссёра. «Человек из мрамора» дал путёвку в актёрскую жизнь Ежи Радзивиловичу. «Пилат и другие», «Земля обетованная», «Дантон» и «Корчак» стали вершинами актёрской биографии Войцеха Пшоняка. В его фильмах играла Беата Тышкевич, некоторое время бывшая спутницей жизни режиссёра. После пяти лет брака супруги расстались. Их общая дочь Каролина стала актрисой.
В фильмах Вайды также снялись Богуслав Линда, Збигнев Замаховский, Збигнев Запасевич, Ольгерд Лукашевич, Анджей Северин, Ежи Штур, Кристина Янда.
Кроме польских актёров, Вайда снимал и иностранных звёзд, включая Бернара Блие, Сергея Гармаша, Александра Домогарова, Джона Гилгуда, Жерара Депардьё, Тома Уилкинсона, Ламбера Вильсона, Сергея Шакурова, Омара Шарифа, Ханну Шигуллу, Армина Мюллер-Шталя, Изабель Юппер.

## Музей
Когда Анджей Вайда получил в 1987 году кинематографическую Премию Киото, он решил пожертвовать всю сумму на создание в Кракове музея японского искусства. Проект создал бесплатно японский архитектор Арата Исодзаки. Музей японского искусства и техники Манггха был торжественно открыт 30 ноября 1994 года.

## Личная жизнь
Анджей Вайда был четырежды женат:
- Первая жена — художница Габриэла Обремба (пол. Gabriela Obremba; 24 марта 1927, Мысловице — 12 января 1997, Варшава) — познакомились во время учёбы в Краковской академии искусств, брак был заключён в 1949 году, развод в 1959[24][25].
- Вторая жена — художница Зофия Жуховская (пол. Zofia Żuchowska-Wajda; 1933—1989) — выпускница варшавской художественной академии, брак был заключён 19 декабря 1959, развод оформлен 14 марта 1967 года[25][26][27].
- Третья жена — актриса Беата Тышкевич (пол. Beata Tyszkiewicz; родилась 14 августа 1938, Вилянув) — познакомились на съёмках фильма «Самсон» в 1961 году. Встречаться начали в 1965. Родила дочь от Вайды через две недели после его развода с Жуховской[28]. Брак заключён в 1967 году. Развод оформлен 29 октября 1969 года[25][29].
  - Дочь: Каролина Вайда (пол. Karolina Wajda; родилась 29 марта 1967, Варшава) — актриса. Снимается редко. Живёт в подаренном отцом имении Глухы (пол. Głuchy) и занимается животноводством. Унаследовала права на работы отца. Дважды была замужем — первый муж Артур Новаковский (журналист, развод), второй муж американец польского происхождения Пауль Монтана, с которым открыла ресторан и ночной клуб (развод). Детей нет[30][31][32].
- Четвёртая жена — театральная художница и актриса Кристина Захватович (пол. Krystyna Zachwatowicz; родилась 16 мая 1930, Варшава). Познакомились в Старом театре в Кракове. Брак заключили в январе 1972. Вместе прожили 44 года (1972—2016), до самой смерти Вайды[25][33].

## Смерть
Скончался 9 октября 2016 года в Варшаве после непродолжительной болезни.
Церемонии прощальной мессы проходили в костёле святого Яцека на улице Фрета в Варшаве и костёле доминиканцев в Кракове. На варшавской мессе присутствовали: бывшая жена Вайды Беата Тышкевич, дочь Анджея Вайды Каролина Вайда, бывший президент Польши Александр Квасьневский, президент Варшавы Ханна Гронкевич-Вальц, Михал Жебровский, Малгожата Потоцкая, Гражина Шаполовская, Дорота Веллман, Марек Кондрат, Катаржина Коленда-Залеская и другие. Литургию проводил вспомогательный епископ варшавский, титулярный епископ Обби, Рафал Марковский. Гомилию читал ксёндз Анджей Лютер.
19 октября 2016 года урна с прахом  режиссёра, согласно воле покойного, была похоронена в могиле его матери на Сальваторском кладбище в Кракове. В церемонии похорон приняли участие президент Польши Анджей Дуда, бывший президент Польши Бронислав Коморовский, Анна Дымна, Анджей Северин, Даниэль Ольбрыхский, Кшиштоф Глобиш, Кристина Янда, Гражина Торбицкая, Богдан Борусевич, президент Кракова Яцек Майхровский и другие известные люди. Прощальные письма прислали Лех Валенса, Агнешка Холланд и Роман Поланский.
Во время показа на римском кинофестивале последнего фильма Вайды «Послеобразы», зал почтил память режиссёра овациями.

## Награды и признание

### Государственные награды
- Орден Белого орла (18 марта 2011 года)[43]
- Большой крест ордена Возрождения Польши (5 ноября 1999 года)[44]
- Офицер ордена Возрождения Польши (1964)[45]
- Кавалер ордена Возрождения Польши (1959)[46]
- Орден «Знамя Труда» II класса (1975)[46]
- Золотая медаль «За заслуги в культуре Gloria Artis» (2005)
- Орден Дружбы (Россия, 10 августа 2010 года) — за большой вклад в развитие российско-польских отношений в области культуры[47][48]
- Орден князя Ярослава Мудрого V степени (Украина, 15 апреля 2008 года) — за выдающийся личный вклад в развитие украинско-польского культурного сотрудничества, многолетнюю плодотворную творческую деятельность на ниве утверждения идеалов гуманизма в киноискусстве[49][50]
- Командор ордена Трёх звёзд (Латвия, 24 марта 2010 года)[51][52]
- Командор ордена «За заслуги перед Литвой» (Литва, 31 августа 2006 года) — по случаю пятнадцатилетия восстановления дипломатических отношений между Литвой и Польшей за заслуги в развитии политического, культурного и общественного сотрудничества между двумя странами[53]
- Орден Креста земли Марии III класса (Эстония, 6 февраля 2008 года)[54]
- Офицер ордена «За заслуги перед Итальянской Республикой» (Италия, 14 марта 2000 года)[55]
- Орден «Кирилл и Мефодий» 1 степени (НРБ, 1978 год)[45]
- Командор ордена Почётного легиона (Франция, 2001 год)[45][56]
- Офицер ордена Почётного легиона (Франция, 1982 год)[45]
- Командор ордена Искусств и литературы (Франция, 2009 год)[57]
- Орден Восходящего солнца III класса (Япония, 1995 год)[45]
- Командор ордена «За заслуги перед Федеративной Республикой Германия» (Германия, 2001 год)[56]
- Большой крест ордена Заслуг (Венгрия, 2012 год)[58]
- Командор со звездой ордена Заслуг (Венгрия, 2006 год)
- Орден Утренней звезды Хорватии[англ.] с ликом Марка Марулича (Хорватия, 10 августа 2010 года)[59][60]

### Премии
- Государственная премия ПНР (1974)[61]
- «Золотая пальмовая ветвь» (1981)[61]
- «Сезар» (1982)[61].
- «Киото» (1987)[61]
- «Феликс» (1990)[61]
- «Императорская премия» (1996)
- «Золотой лев» за заслуги в кинематографе (1998)[62]
- «Почётный „Оскар“» (2000)[61]
- Международная премия «Балтийская звезда» (2004)[63]
- «Золотой медведь» за заслуги в кинематографе (2006)[64].

### Почётные звания
Почётный гражданин городов:
- Лодзь (1998)[65]
- Гдыня (2000)[66]
- Сувалки (2000)[67]
- Радом (2000)[68]
- Вроцлав (2003)[69]
- Ополе (2009)[70][71]
- Варшава (2015)[72]
- Гданьск (2016)[73]

Почётный доктор следующих высших учебных заведений:
- Ягеллонский университет (1989)[74]
- Киношкола в Лодзи (2000)[75]
- Лодзинский университет (2002)[76]
- Варшавский университет (2005)[77]
- Гданьский университет (2005)[78]
- Педагогический университет в Кракове (2014)[79]

### Прочие
- Человек года 2008 по версии «Gazeta Wyborcza»[80].
- В 2009 году гимназия в Рудниках (Польша, Опольское воеводство) получила имя Анджея Вайды[81][82].
- Золотая почётная медаль «За заслуги перед Малопольским воеводством» (2016 год)[83].

## Фильмография
- 1954 — Поколение / Pokolenie
- 1957 — Канал / Kanał
- 1958 — Пепел и алмаз / Popiół i diament
- 1959 — Лётна / Lotna
- 1960 — Невинные чародеи / Niewinni czarodzieje
- 1961 — Самсон / Samson
- 1961 — Сибирская леди Макбет / Sibirska Ledi Magbet
- 1962 — Любовь в двадцать лет / Miłość dwudziestolatków
- 1965 — Пепел / Popioły
- 1967 — Врата Рая / Gates to Paradise
- 1968 — Всё на продажу / Wszystko na sprzedaż
- 1968 — Слоёный пирог / Przekładaniec
- 1969 — Охота на мух / Polowanie na muchy
- 1970 — Пейзаж после битвы / Krajobraz po bitwie
- 1970 — Березняк / Brzezina
- 1971 — Пилат и другие / Pilatus und andere
- 1972 — Свадьба / Wesele
- 1974 — Земля обетованная / Ziemia obiecana
- 1976 — Теневая черта / The Shadow Line
- 1976 — Человек из мрамора / Człowiek z marmuru
- 1978 — Без наркоза / Bez znieczulenia
- 1979 — Барышни из Вилько / Panny z Wilka
- 1979 — Дирижёр / Dyrygent
- 1981 — Человек из железа / Człowiek z żelaza
- 1982 — Дантон / Danton
- 1983 — Любовь в Германии / Eine Liebe in Deutschland
- 1986 — Хроника любовных происшествий / Kronika wypadków miłosnych
- 1987 — Преступление и наказание / Zbrodnia i kara
- 1988 — Бесы / Les Possédés
- 1990 — Корчак / Korczak
- 1992 — Перстенёк с орлом в короне / Pierścionek z orłem w koronie
- 1994 — Настасья / Nastasja
- 1995 — Страстная неделя / Wielki tydzień
- 1996 — Девочка Никто / Panna Nikt
- 1999 — Пан Тадеуш / Pan Tadeusz
- 2000 — Приговор Франтишеку Клосу / Wyrok na Franciszka Kłosa
- 2001 — Одна июньская ночь / Noc czerwcowa
- 2002 — Месть / Zemsta
- 2007 — Катынь / Katyń
- 2009 — Аир /Tatarak
- 2013 — Валенса / Wałęsa. Człowiek z nadziei
- 2016 — Послеобразы / Powidoki